# Pont nou (Ronda)
El pont nou (puente nuevo en castellà) és el monument més emblemàtic de la ciutat malaguenya de Ronda. Construït entre 1751 i 1793, fins al 1839 va ser el pont més alt del món amb una alçada de 98 metres. Uneix les zones històrica i moderna de la ciutat salvant el tajo de Ronda, una gorja excavada pel riu Guadalevín.

## Història
El 1735 es va construir el primer pont, que es va esfondrar sis anys més tard i va matar una cinquantena de persones. Pel que sembla la falta de suports, el mal tancament de l'arc i la mala execució de l'obra van fer que el pont s'esfondrés.
El 1751 es va decidir emprendre la construcció d'un nou pont. Per sufragar-lo va caldre recollir 15.000 rals de la Real Maestranza i imposar un impost en la Fira de Maig. En la realització hi van intervenir diversos mestres, encara que el més destacat va ser José Martín d'Aldehuela, qui va acabar l'obra. Finalment va ser inaugurat el maig de 1793.
De carreus de pedra, el pont presenta un arc central de mig punt recolzat en un altre de més petit pel qual transcorre el riu. En la part superior, hi ha les dependències del pont que, en uns altres temps, van ser utilitzades com a presó, als costats de la qual s'obren altres dos arcs, també de mig punt, que sostenen l'estructura que suporta el carrer. Més tard va funcionar com a fonda i actualment, és un centre d'interpretació de l'entorn i la història de la ciutat.
El pont Nou va ser el pont amb l'obertura més alta del món fins al 1839, quan va ser superat pel Pont de la Caille, a França.

## Rodatges
El pont Nou de Ronda apareix en diverses escenes de la sèrie Warrior Nun, estrenada el 2020 a Netflix.